# オンラインサロン
オンラインサロンは、月額会費制のWeb上で展開されるクローズドなコミュニティの総称である。
作家、実業家、アスリート、ブロガー等、専門的な知識を持っていたり、ある分野で優れたスキルや経験を持つ個人、又は複数のメンバーが主宰者となり運営している。
また、アーティスト・アイドル、モデル、テレビタレント・アスリートのファンクラブとして活用される例もある。
2012年に「Synapse」（シナプス）がオンラインサロンプラットフォーム事業を開始して以来、2015年に「Salonde」（サロンド）、2016年には「レジまぐ」、「DMM オンラインサロン」、「COMMY」（コミー）、「CAMPFIRE ファンクラブ（現在はCAMPFIRE Community）」、2019年には「A-port オンラインサロン」、2020年には「FANTS」（ファンツ）がオンラインサロンプラットフォーム事業に相次いで参入した。
2017年にはDMM.comがSynapseを子会社化。 2019年にSynapseがサービス終了し、幾つかのサロンはDMM オンラインサロンに移転された。

## 特徴
- クローズドなコミュニティであり、基本的にオンラインサロン内の内容に関して外部への情報流出は禁じられているため、意見が異なる人や利権絡みの人、アンチユーザーなどによる誹謗中傷リスクが小さく安心してやりとりが楽しめる。
- 専門的な知識を持っていたり特定の分野で普段、接する機会が少ないカリスマ的な存在の主宰者と、気軽に双方向にコミュニケーションが出来る。また、WEB上ということもあり、居住地に関係なく参加する事が出来る。
- ビジネス系のオンラインサロンが多いが、ファンクラブのようなコミュニティも多々ある。
- オンラインサロンによっては会員限定でのオフラインイベントの開催もあり、WEB上だけの活動にとどまらない。
- Google+を利用した匿名性のオンラインサロンもあり、実名を出すことに抵抗があった人も参加しやすくなってきている。
- 堀江貴文イノベーション大学校[3]のように、ユーザーが主体的にイベントを実施したり運営するなどイベントやビジネスが生まれることがある。
- 株式会社ビルドサロンのようにオンラインサロンを専門で制作している企業も存在する。

## 利点
オンラインサロン主宰者
- 主宰者自身、また主宰者のコンテンツの価値についてよく理解しているユーザー向けに情報を提供できる。
- 誹謗中傷リスクやアンチユーザーを恐れることなく安心して活動ができる。
- コアな支持層やファンから会費を徴収することで、自身のコンテンツによるマネタイズが可能になる。

オンラインサロン入会者
- オープンな場ではオープンにしていない主宰者の本音や、クローズドの空間だからこそ話せる情報や裏話などを知ることができる。
- オンラインサロン主宰者の投稿に意見を述べたり、質問や相談を投げかけたりと主宰者と気軽に交流ができる。
- 趣味嗜好が近しい他のオンラインサロンメンバーとも気軽に交流することができる。特にオフ会ではメンバー同士の交流が盛んになる。

## 利用状況
2014年に始まった堀江貴文サロン以降、急速に利用者が増えている。
2015年にネット上で炎上をした直後の岡田斗司夫がオンラインサロンを開設したことでも話題となった。
2016年に小室哲哉がオンラインサロンを開設し、ビジネス系以外のジャンルのサロンも増えてきている。
2018年7月、西野亮廣（キングコング）のオンラインサロンが会員数8,000人を突破する（2018年7月21日時点で国内最大）
2019年4月、朝日新聞社A-portが「A-port オンラインサロン」を開始、佐藤優もサロンを開設したことで話題となった。
2020年11月、江草仁貴（元プロ野球選手）がオンラインサロン「スポーツキングダム」を開設。
2021年1月、 森咲智美（グラビアアイドル）がオンラインサロン(プレイルーム)を開設。

## 課題

### 悪徳サロン
2018年現在、500以上のサロンに延べ30,000人、流通総額も年間10億円規模になっているが、クローズドのサロンの故、法外な料金など、悪質なサロンも存在する。悪徳オンラインサロンの見分け方としては、「稼げます」と断言していたり、会員数が急激に増減している、あるいは割引キャンペーンをしているなどが挙げられる。